# Xavier Escudé
Xavier Escudé  Torrente (nacido el 17 de mayo de 1966 en Tarrasa, Cataluña) es un exjugador de hockey sobre hierba español. Su logro más importante fue una medalla de plata en los juegos olímpicos de Atlanta 1996. Es hermano de los también profesionales en hockey hierba Ignacio Escudé y Jaime Escudé y tío de Santi Freixa. 

## Participaciones en Juegos Olímpicos
- Seúl 1988, noveno puesto.
- Barcelona 1992, puesto 5.
- Atlanta 1996, medalla de plata.